# Distruggete Kong! La Terra è in pericolo!
Distruggete Kong! La Terra è in pericolo (メカゴジラの逆襲?, Mekagojira no gyakushū, lett. "Il contrattacco di Mechagodzilla") è un film del 1975 diretto da Ishirō Honda.
Si tratta del quindicesimo sequel del film Godzilla del 1954, ultima pellicola diretta da Ishiro Honda, conclude la prima fase della saga di Godzilla.

## Trama
Nonostante il titolo del film richiami il nome di King Kong, egli non compare realmente nella storia e non è protagonista; il personaggio principale è invece il Titano-Kong.
Gli alieni sono nuovamente intenzionati a conquistare la Terra, utilizzando Titanosaurus e una nuova versione del Mechagodzilla. Titano-Kong è stato scoperto dal dottor Mafune, che collabora con gli alieni in quanto essi hanno riportato in vita come cyborg la figlia dello scienziato, Katsura, impiantandole nel cervello i comandi dei due mostri. Titanosauro e MechaGodzilla attaccano Yokosuka, che viene difesa da Godzilla. Ma i due avversari sono troppo forti per Godzilla, che viene sconfitto. Katsura torna in sé e si uccide eroicamente, lasciando in questo modo a Godzilla il tempo di riprendersi. Questi distrugge così MechaGodzilla e rispedisce nell'oceano Titano-Kong.

## Produzione
Dopo il buon incasso di Godzilla contro i robot, il produttore Tomoyuki Tanaka decide di riproporre nel progetto Mechagodzilla e introduce il nuovo mostro Titanosaurus (un dinosauro marino battezzato Titano-Kong nella versione italiana), che in origine doveva essere un'unione tra due mostri, ma poi si cambiò idea per motivi di budget. Per la regia fu chiamato Ishirō Honda per la prima volta dopo Gojira Minira Gabara - All kaijū dai shingeki, e per le musiche fu chiamato Akira Ifukube. È il secondo film della saga a essere scritto da una donna (il primo era stato Il figlio di Godzilla) e il primo a mostrare una scena di nudo femminile, anche se si tratta di un busto di lattice applicato all'attrice Tomoko Ai durante una scena operatoria. Per l'attrice Tomoko Ai peraltro si tratta del debutto cinematografico, anche se alle spalle c'era stata la partecipazione al telefilm Ultraman Leo. Il film ha degli effetti speciali molto ben curati, anche se in alcune scene è stato usato del materiale di repertorio preso da Godzilla contro i robot.

## Accoglienza
Il film ha ottenuto l'incasso peggiore dell'intera serie, 970.000 biglietti venduti in Giappone, ma è ancora oggi considerato uno dei migliori film dedicati a Godzilla.